# Euphrasia ossica
Euphrasia ossica là loài thực vật có hoa thuộc họ Cỏ chổi. Loài này được Juz. ex Ganesch. mô tả khoa học đầu tiên năm 1949.